# جامعة كرانفيلد
جامعة كرانفيلد (بالإنجليزية: Cranfield University)‏ هي جامعة دراسات عليا بريطانية فيها أقسام علم وهندسة تطبيقية وتكنلوجيا وإدارة، مقرُّها في لندن وفي محافظات بريطانية أُخرى.

## معرض صور

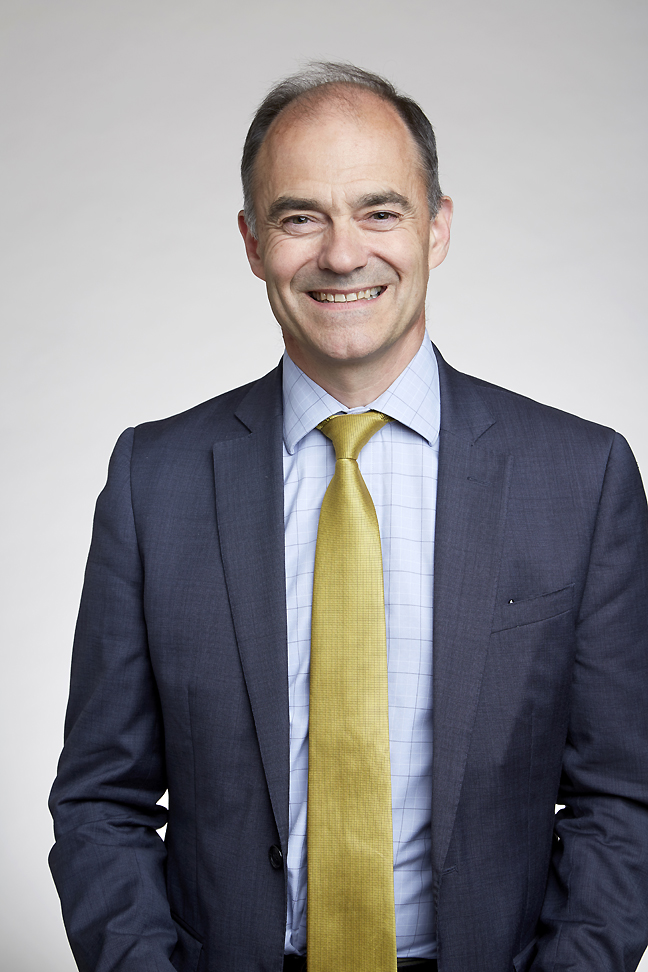
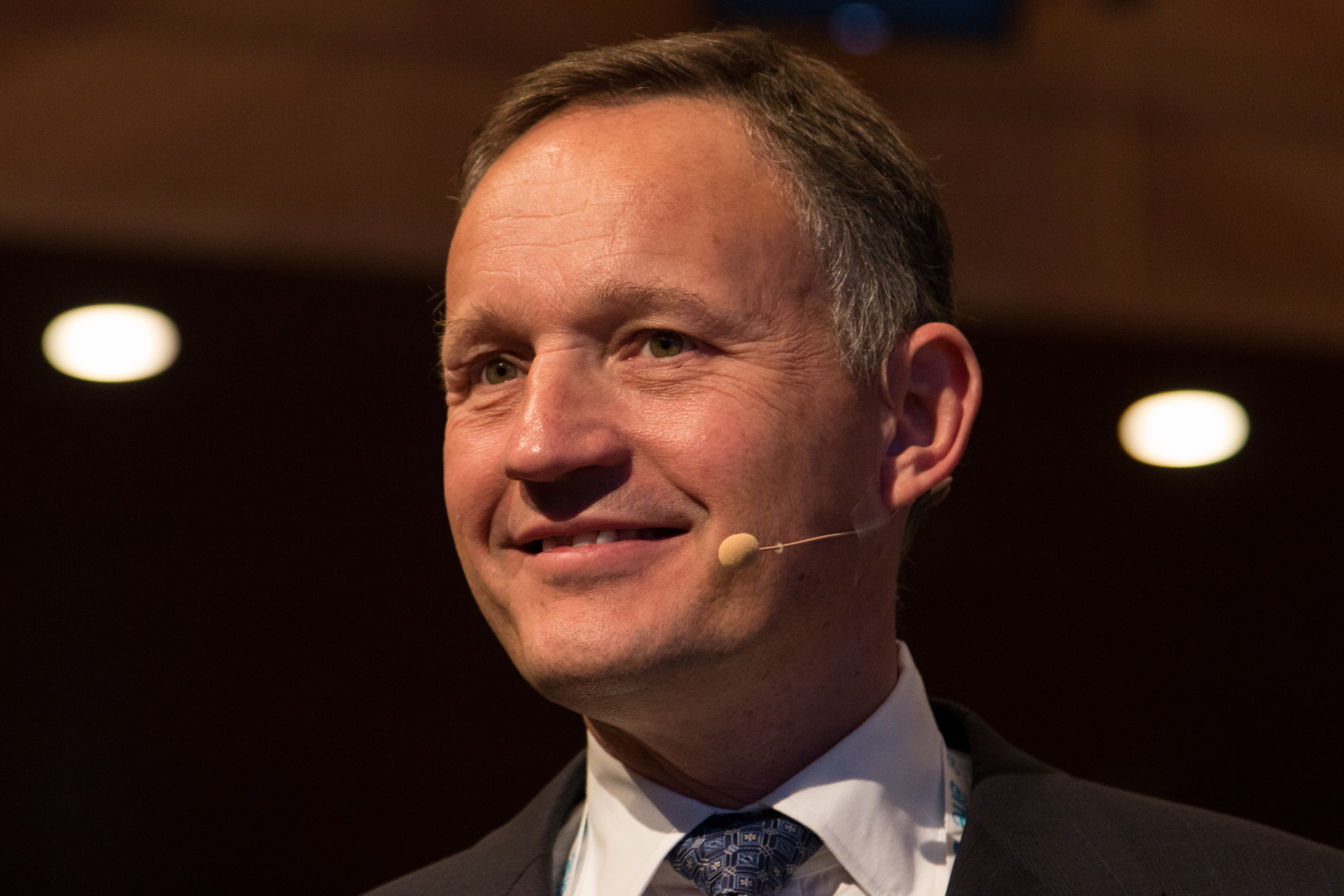
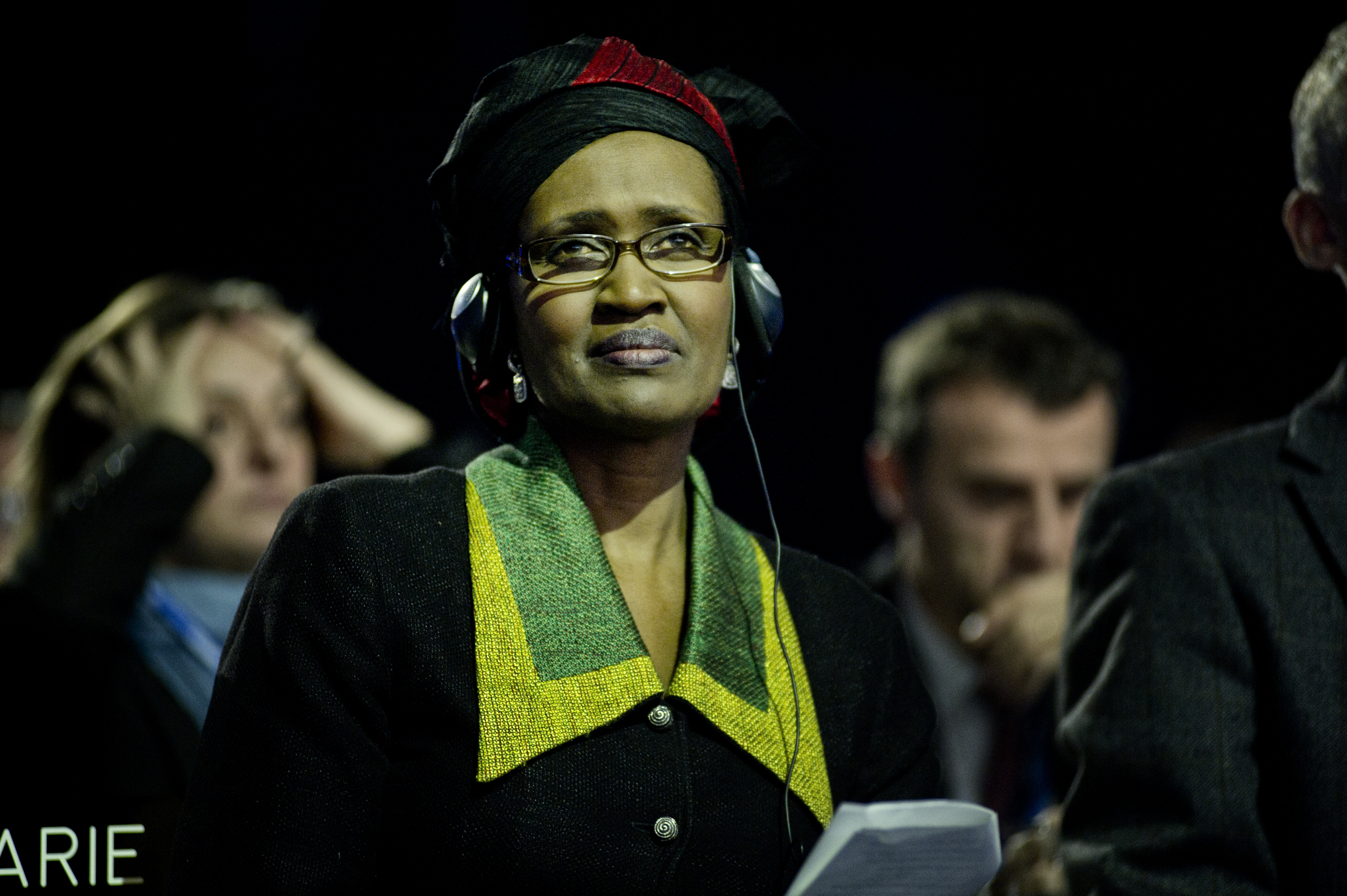
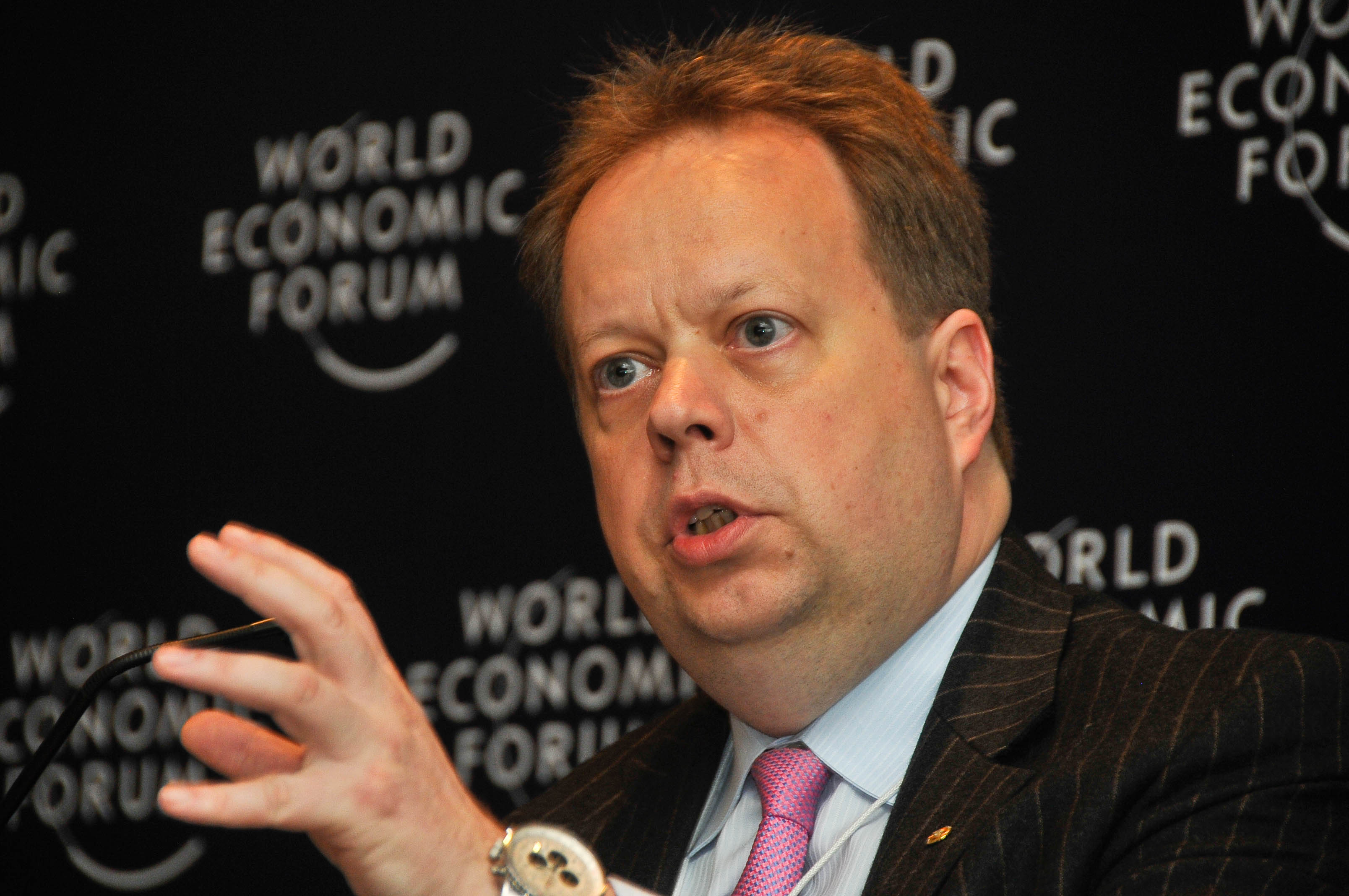
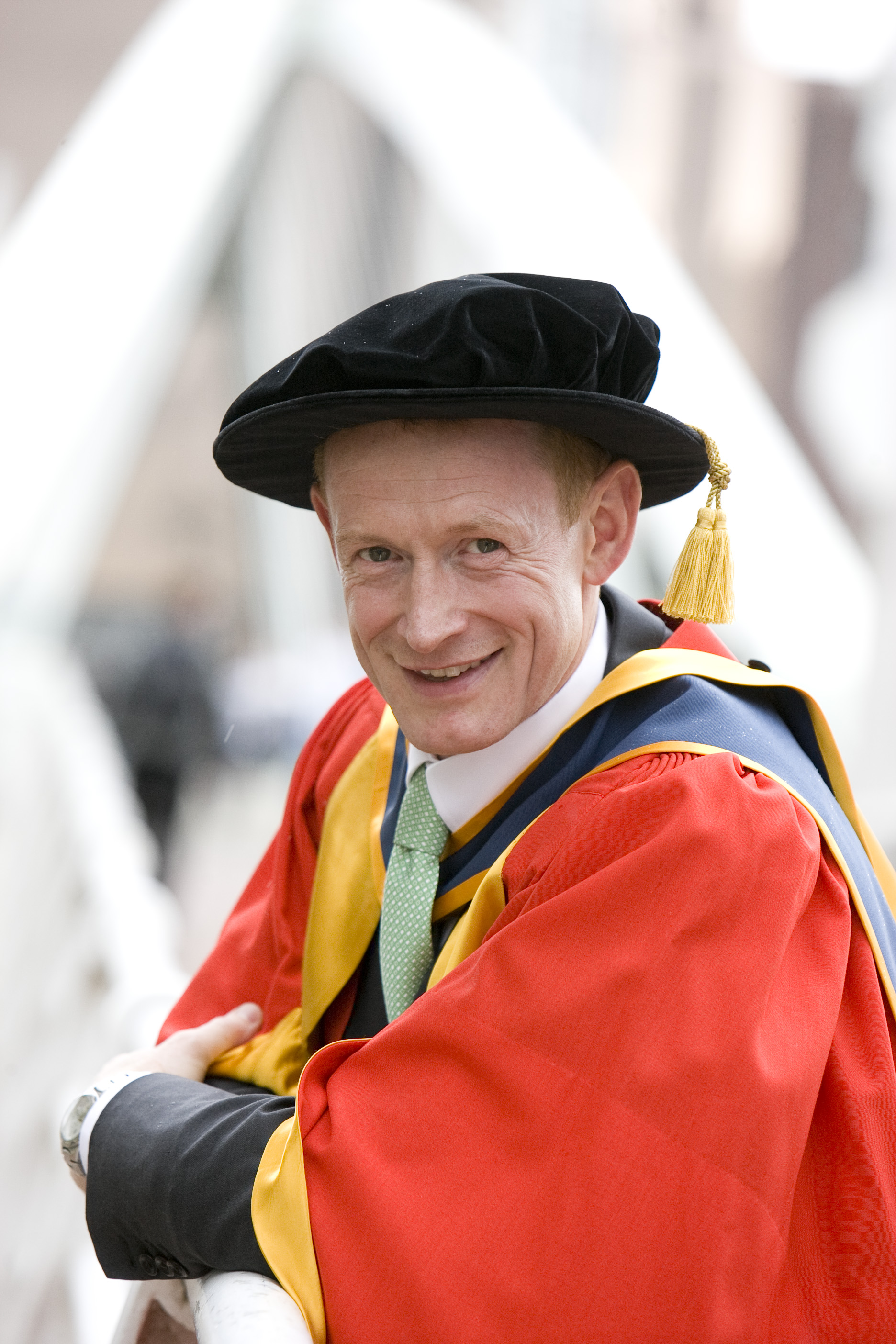
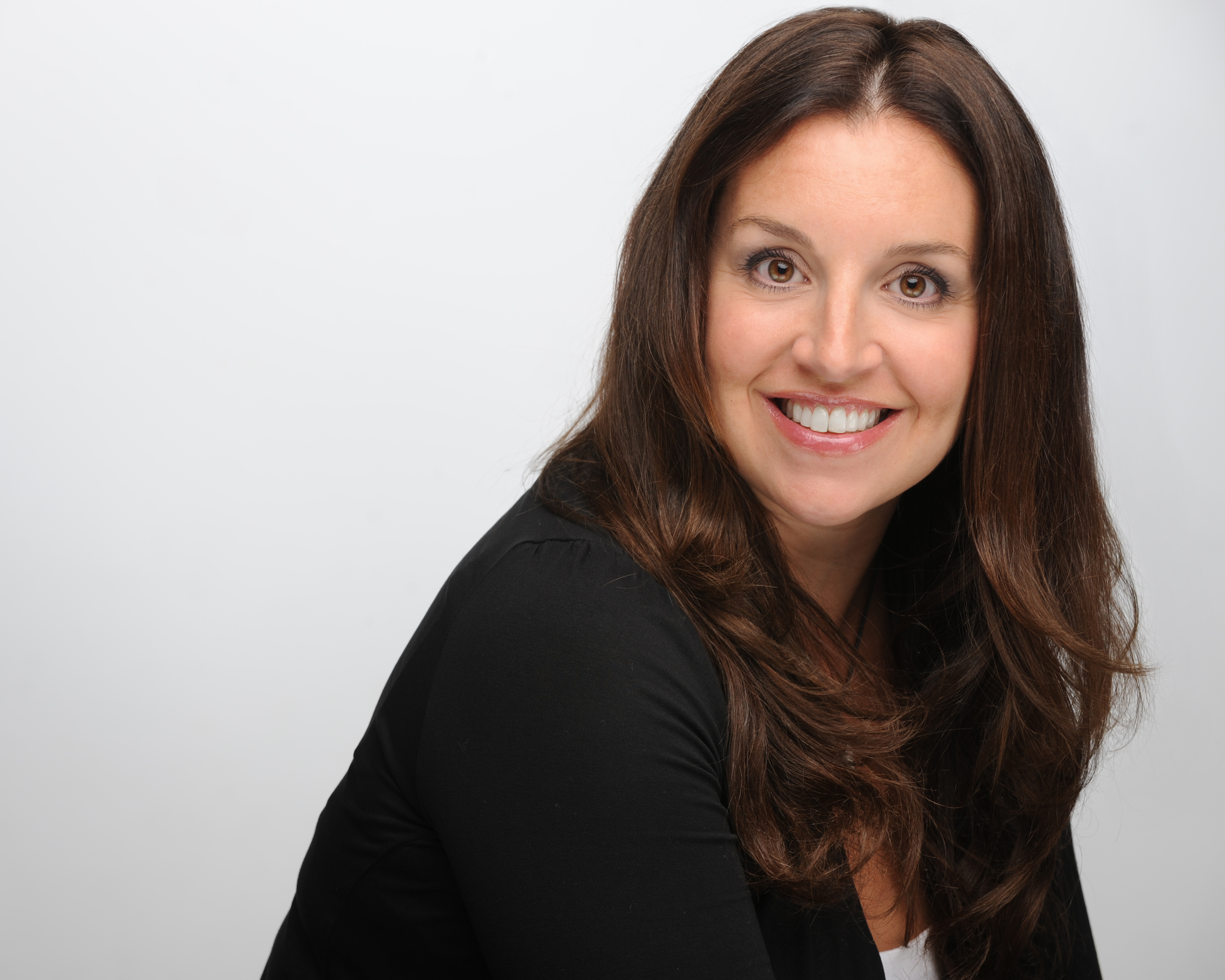